# Papeterie royale hollandaise
La Papeterie Royale Hollandaise (PRH) est une société néerlandaise n'opérant plus sous ce nom, qui se consacre à la fabrication de papier depuis 1850 à Maastricht. L'entreprise a été successivement connue sous le nom de Lhoest Weustenraad & Cie (1850-1857), Lhoest Lammens & Cie (1857-1875), Koninklijke Nederlands[ch]e Papierfabriek (1875-1993), KNP-Leykam / KNP- BT (1993 -1997) et Sappi Maastricht (1997-aujourd'hui). Certains des bâtiments de la SRHFP du Boschstraatkwartier font partie du patrimoine industriel de Maastricht.

## Histoire

### Fondation et développement rapide
La papeterie en commandite Lhoest Weustenraad & Cie, fondée à Maastricht en 1850, était principalement financée par des capitaux belges. Les fondateurs étaient : Émile et Jules Frésart et Nicolas Dorye (tous les trois de Liège), Jean-Baptiste Lammens (de Bruxelles), Guillaume et Louis Lhoest, Petrus Regout et Adolphe Weustenraad (tous les quatre de Maastricht). Petrus Regout quitte rapidement l'entreprise, avant même qu'elle ne commence à produire, et revend ses parts à Emile Frésart. Louis Lhoest, Weustenraad et Lammens ont un rôle de gérant actif alors qu'Emile Frésart est avant tout le bras financier de l'association. Au début de 1851, les premiers bâtiments ont été érigés sur le terrain de l'ancienne Commanderie Nieuwen Biesen de l'Ordre Teutonique dans la partie nord du centre-ville de Maastricht. L'usine était idéalement située sur le Bassin, le Zuid-Willemsvaart et le Canal Liège-Maastricht . La production débuta en mai 1852 avec deux machines, fournies par l'usine de machines de John Cockerill de Seraing. En 1857, Adolphe Weustenraad quitte l'entreprise et revend ses parts aux frères Frésart, après quoi le nom a été changé en CV Lhoest Lammens & Cie. Après le départ d'Adolphe Weustenraad, il ne restait donc que 6 des 8 associés de départ, ceux-ci restèrent actifs dans l'entreprise jusqu'à leur mort respective. En 1859 et 1861, l'usine est agrandie avec deux bâtiments encore existants sur le Bassin. L'une des matières premières les plus importantes pour le papier était les chiffons, c'est pourquoi l'usine fut bientôt surnommée populairement 't lommelefebrik ("usine de chiffons").
L'entreprise s'est développée avec prospérité au cours des premières décennies. En 1872, elle employait 750 personnes, un nombre qui ne sera plus égalé par la suite. En 1875, l'entreprise devient une société anonyme et prend le nom de NV Koninklijke Nederlandse Papierfabriek (Papeterie Royale Hollandaise). Lentement, la zone entre la Meuse et le Zuid-Willemsvaart s'est construite et la société s'est étendue vers le nord jusqu'au Fransensingel (plus tard jusqu'au Spoorbrug et encore plus au nord). L'usine a exporté entre autres au Royaume-Uni, en France, en Australie et en Amérique latine.
Cependant, la crise économique de la fin des années 1920 a failli tuer l'entreprise. La production de papier est passée de 6 millions de kg en 1928 à 2 millions de kg en 1932. Plus aucun profit n'a été réalisé depuis 1931.

### Période Léon Lhoest
En 1933, l'ingénieur Léon Lhoest prend la direction. Il était l'arrière-petit-fils d'un des fondateurs. Grâce à une restructuration radicale - il réduit le parc de machines de huit à quatre machines à papier et radie 70% du capital social - il remet l'usine sur l'eau. En 1936, PRH a conclu l'une des premières conventions collectives de travail aux Pays-Bas. En 1937, les bénéfices sont à nouveau réalisés. En 1939, la production s'élevait à 10 millions de kilogrammes de papier, comprenant du papier d'impression (spécialisé dans le papier biblique), du papier à lettres, du papier à dessin, du papier pour carton paille et du papier à cigarette. En raison du déclenchement de la Seconde Guerre mondiale, la croissance a de nouveau stagné.
Après la guerre, l'usine prend une nouvelle direction. Le directeur Lhoest a été invité à se rendre aux États-Unis d'Amérique dans le cadre du plan Marshall. Là, il fait connaissance de manière inattendue avec le papier dit couché (papier avec une ou plusieurs couches de revêtement). PRH est devenue l'une des premières usines en Europe à produire du papier couché, ce qui s'est avéré être un succès. À cette fin, PRH a construit une nouvelle machine à papier sur la Meuse à Maastricht en 1951, la PM 5, suivie de la PM 6 en 1962 et de la PM 7 (qui a été construite à Lanaken, Belgique) en 1967.
En 1966, la production était passée à 120 millions de kg. A la fin des années 1960, avec le producteur canadien de cellulose MacMillan Bloedel (à l'époque principal actionnaire de l'entreprise), elle participe à la papeterie Celupal à Algésiras (Espagne). Lhoest a pris sa retraite en 1968.

### Acquisitions, fusions et scissions
En 1971, le siège social de PRH - jusqu'alors intégré au complexe industriel - déménage de l'autre côté du Bassin, dans l'ancien atelier de confection de The National NV . En 1972, les papeteries de Gelderland-Tielens NV sont reprises, de sorte que PRH est aussi présente à Meerssen et Nimègue. A la fin des années 1970, le groupe (qui s'appelait entre-temps Koninklijke Nederlandse Papierfabrieken - Papeteries Royales Hollandaises (au pluriel)) se diversifie dans des produits à moindre valeur ajoutée comme le carton et le papier toilette. En 1978, l'entreprise de cartonnage rachète KAPPA (cartons Britannia et De Kroon à Oude Pekela, Scholten Carton à Hoogezand, Van Opstal Atlanta à Tilburg et carton ondulé Van Dam à Helmond ). Au début des années 1980, l'entreprise est de nouveau en mauvaise posture.
En 1993, dans une période de croissance économique renouvelée, l'usine autrichienne Leykam-Mürztaler a été partiellement reprise et le nom a été changé en KNP-Leykam. En 1996, KNP-Leykam était le plus grand producteur de papier couché sans bois en Europe, avec une part de marché de 15 %, et a construit la plus grande machine à papier du monde en Autriche, avec une capacité de 560 millions de kg. En 1993, KNP-Leykam a fusionné avec Bührmann-Tetterode et la maison de négoce de papier VRG (Van Reekum-Gepacy Papier), créant KNP-BT, une entreprise qui n'a duré que quelques années. Au cours de cette période, le bureau de direction de l'entreprise, pour lequel un nouveau bâtiment avait été construit dix ans plus tôt dans le quartier de bureaux Randwyck à Maastricht, a été transféré à Naarden et quelques années plus tard à Hilversum, où une luxueuse villa de bureaux conçue par l'architecte américain Richard Meier a été emménagé.
En 1997, l'activité papier de KNP-BT a été acquise par South African Pulp & Paper Industry, le plus grand producteur mondial de papier couché sans bois. Les papeteries de Maastricht, Lanaken et Nimègue font désormais partie de SAPPI Europe. Le reste de KNP-BT a suivi une voie différente. Kappa Packaging a été créé en 1998 à la suite d'un management buy-out. Le reste de l'entreprise a changé son nom en Buhrmann. En 2003, la division Paper Merchanting (anciennement VRG) a été vendue. Buhrmann a changé de nom pour Corporate Express en 2007 et a été vendu à Staples en 2008.
Lors de la construction des bureaux et du centre commercial Mosae Forum en 2002, la municipalité de Maastricht a travaillé en étroite collaboration avec Sappi pour rendre le bâtiment aussi climatiquement neutre que possible. Cela a été fait en installant un échangeur de chaleur dans la cheminée de l'usine de Sappi. En septembre 2022, il a été annoncé que les trois succursales européennes de Sappi (à Maastricht, en Allemagne et en Finlande) seraient en partie reprises par la société d'investissement allemande Aurelius Group. Six mois plus tard, la vente a échoué.

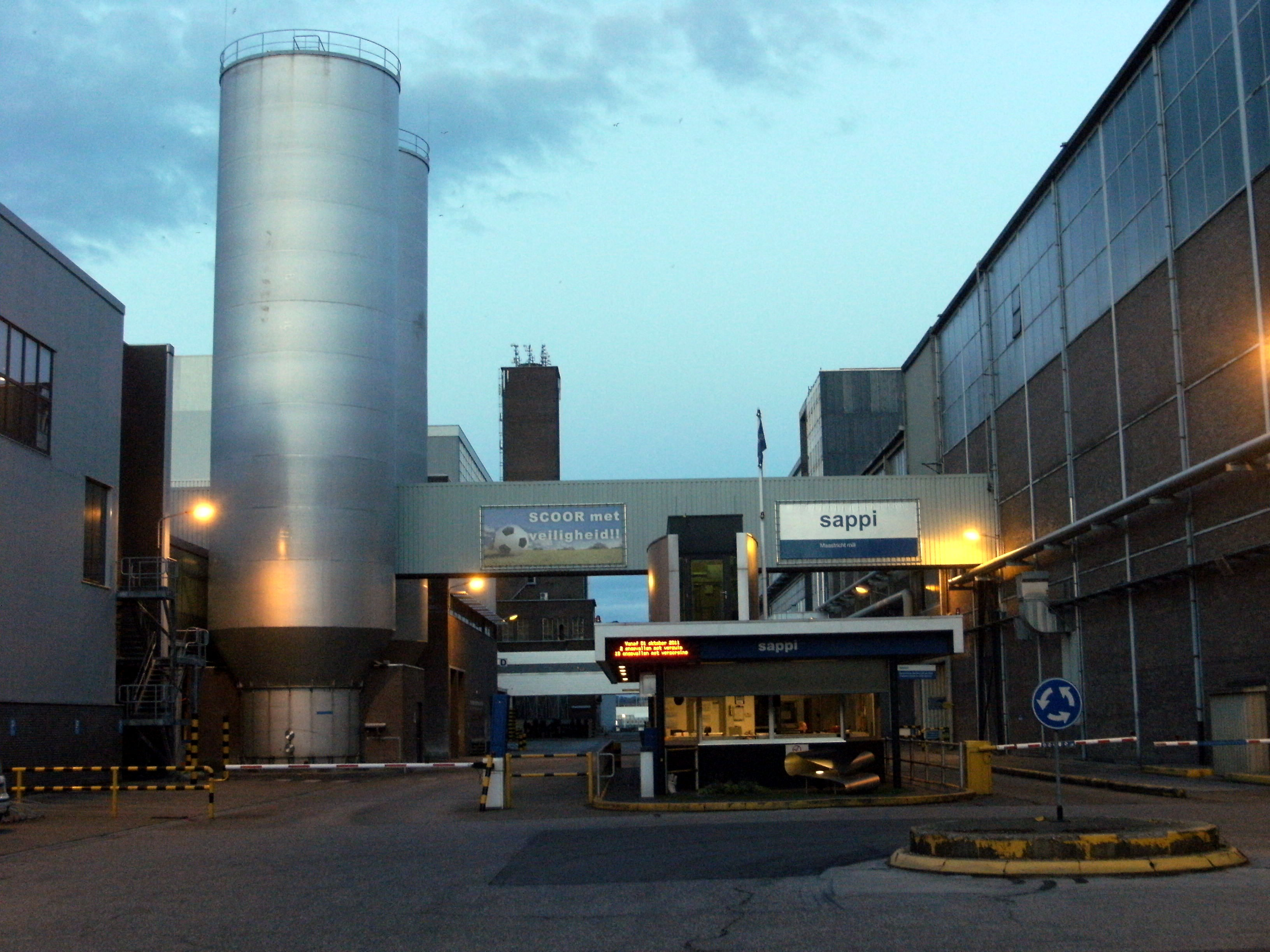
Installations modernes
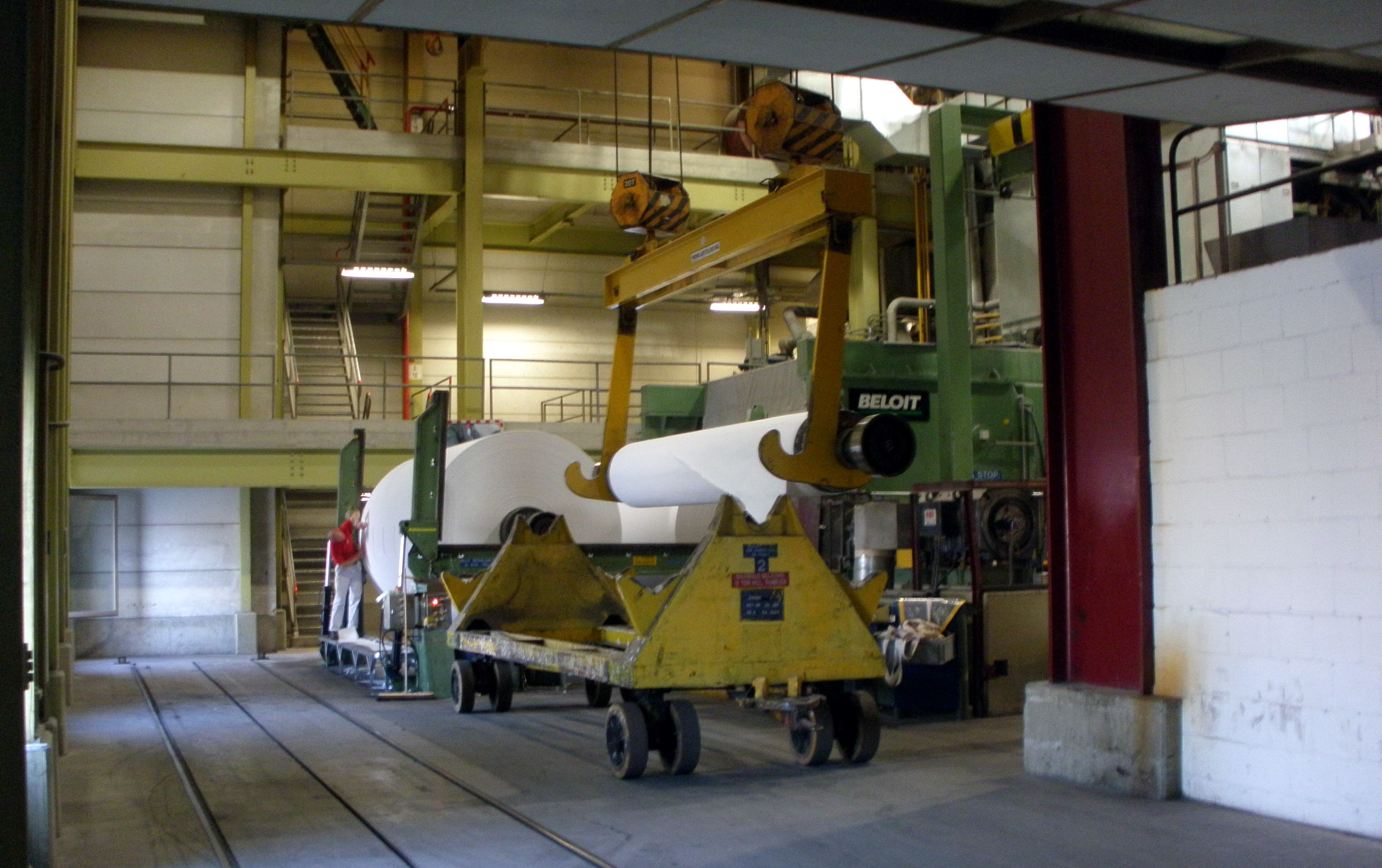
Machine à papier
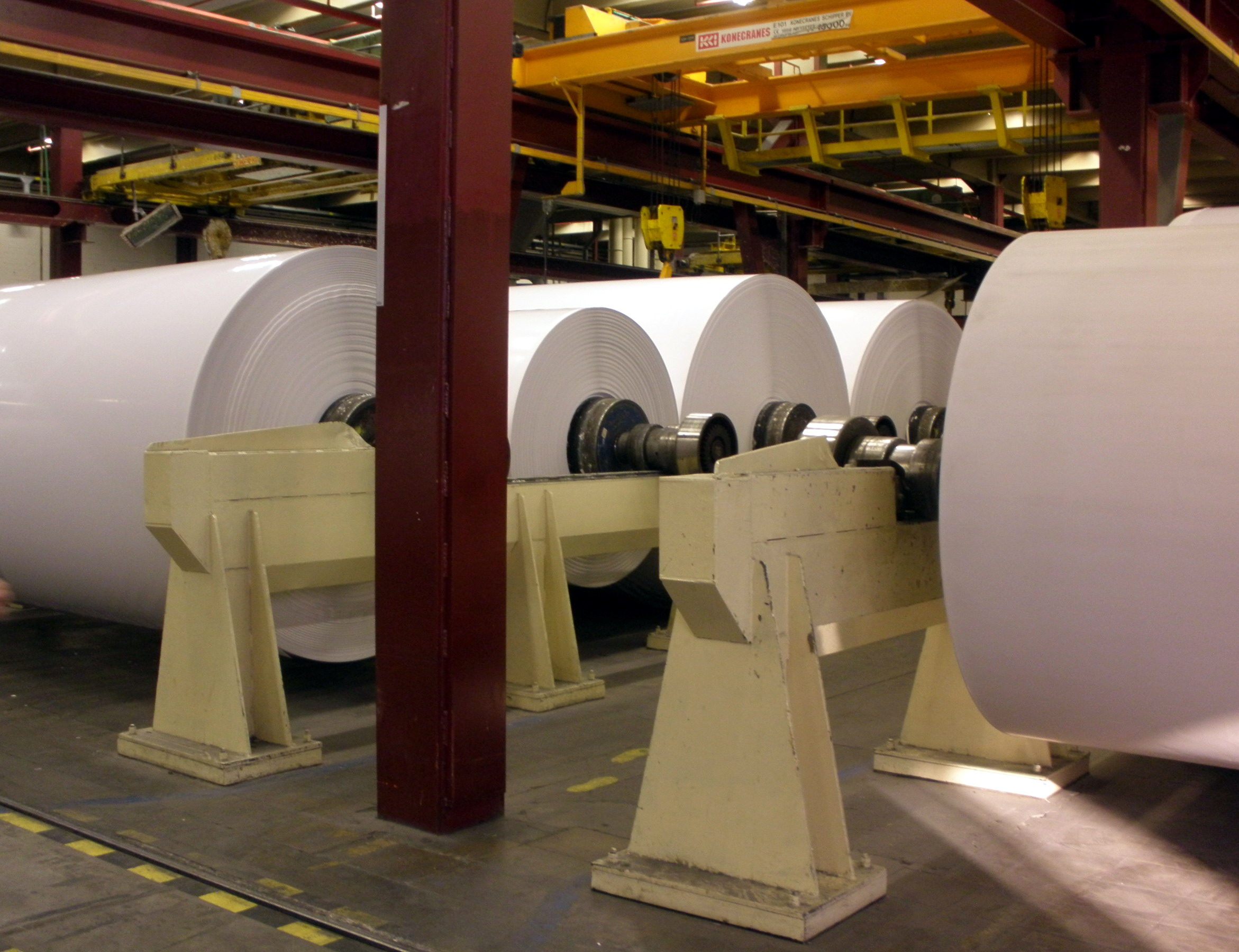
Produit fini
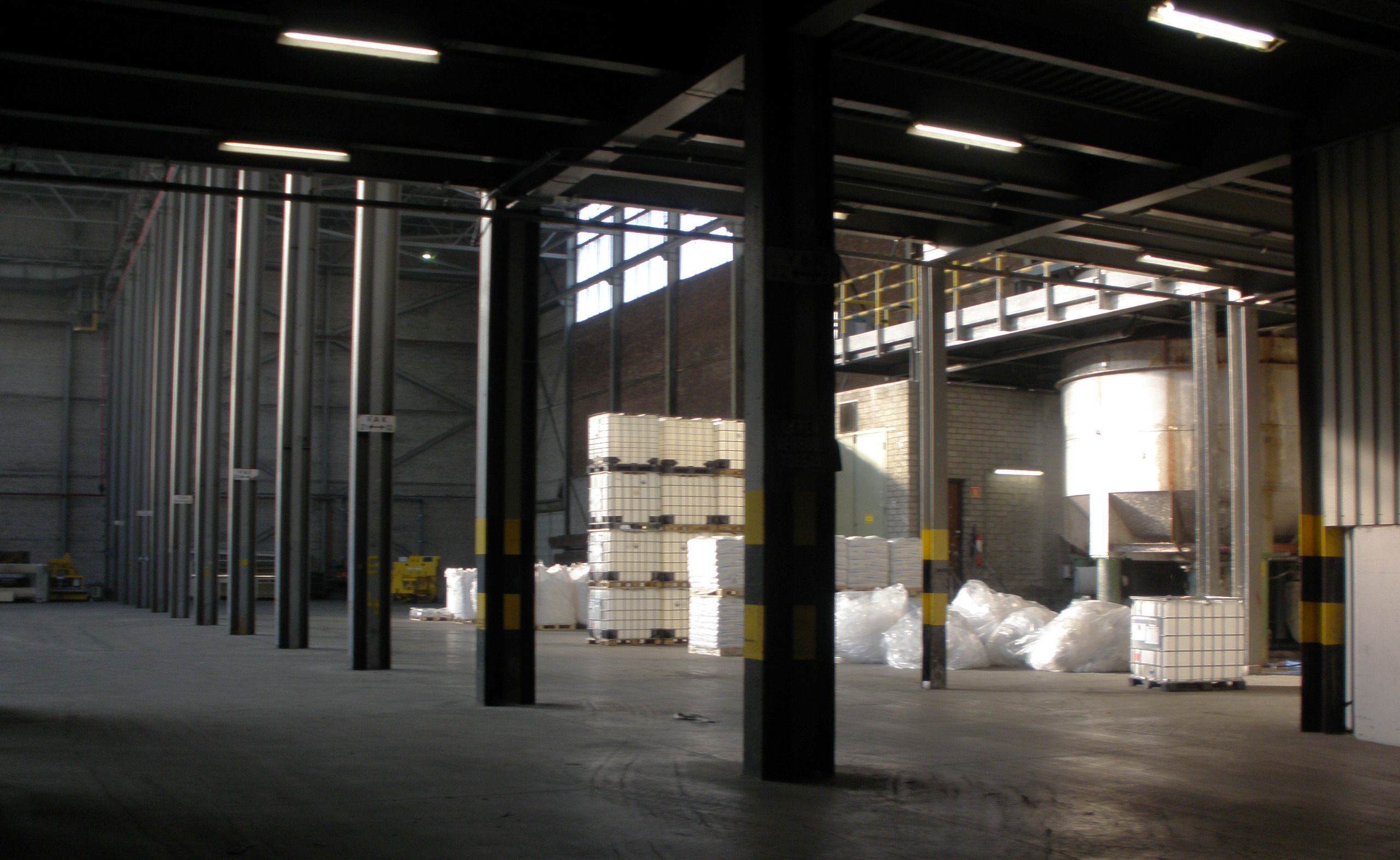
Entrepôt

## Patrimoine, arts

### Patrimoine préindustriel
Peu de vestiges du passé préindustriel ont été préservés. Un mur dans l'un des anciens bâtiments de l'usine semble dater du XVIIIe siècle et a donc été désigné comme un vestige possible du monastère des chevaliers "Commanderij Nieuwen Biesen" qui s'y trouvait jusqu'en 1794. Ce point de vue est contesté par d'autres. Le site de l'usine se trouve à proximité et en partie sur les remparts démolis de la ville et les fortifications de Maastricht. Un hangar à canons du début du XIXe siècle a été conservé sur le côté sud du complexe. Cela a été utilisé par PRH comme logement pour les travailleurs et plus tard comme salle de repos et espace de détente. A proximité, des traces de la rampe le long de laquelle les canons étaient tirés vers les remparts sont encore visibles dans un mur du bâtiment Blekerij. Du côté nord du complexe de l'usine, il reste des vestiges des ouvrages avancés de Maastricht, en particulier la casemate du Ravelin C de 1821.

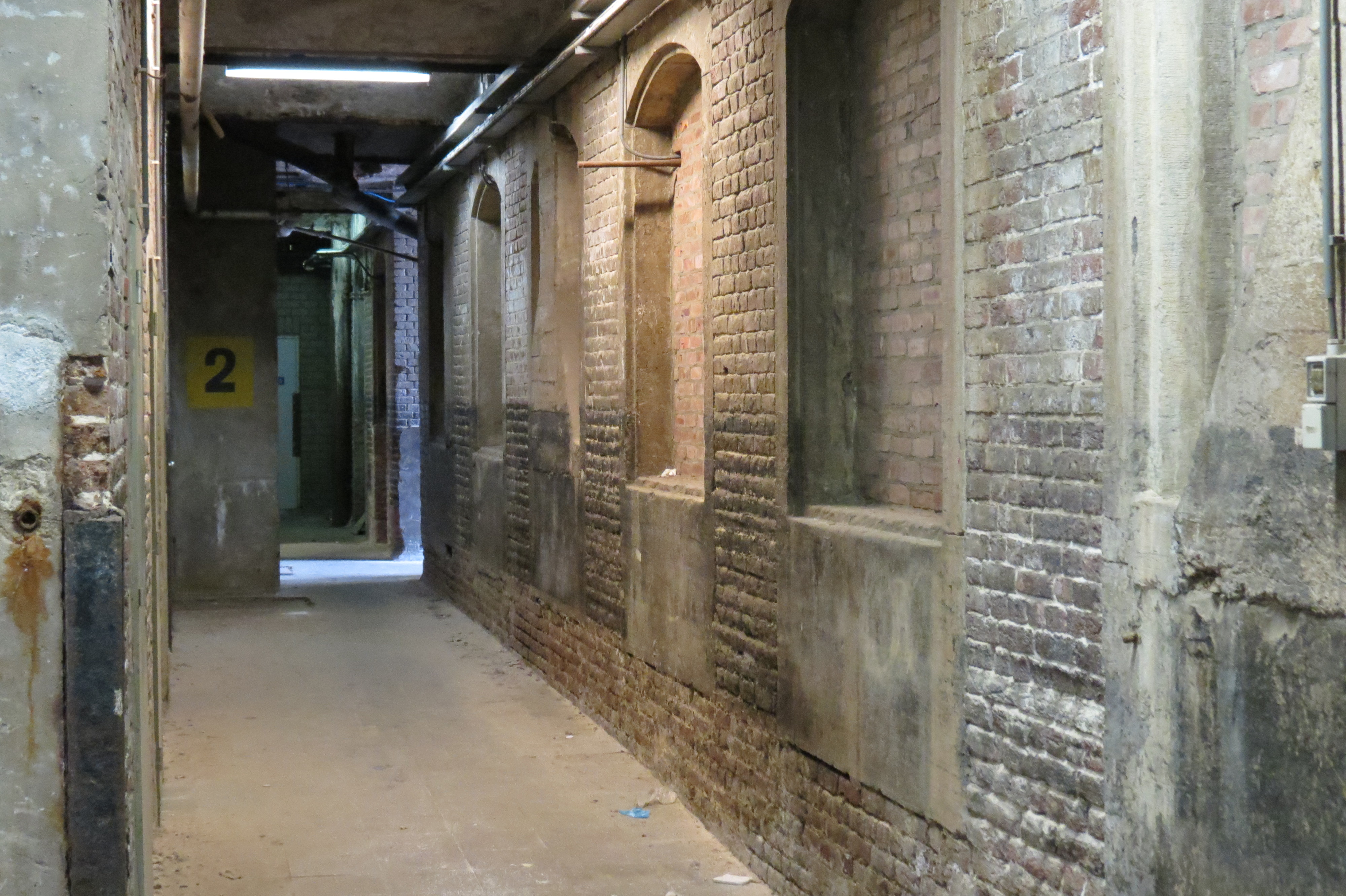
Passé religieux : mur de la commanderie
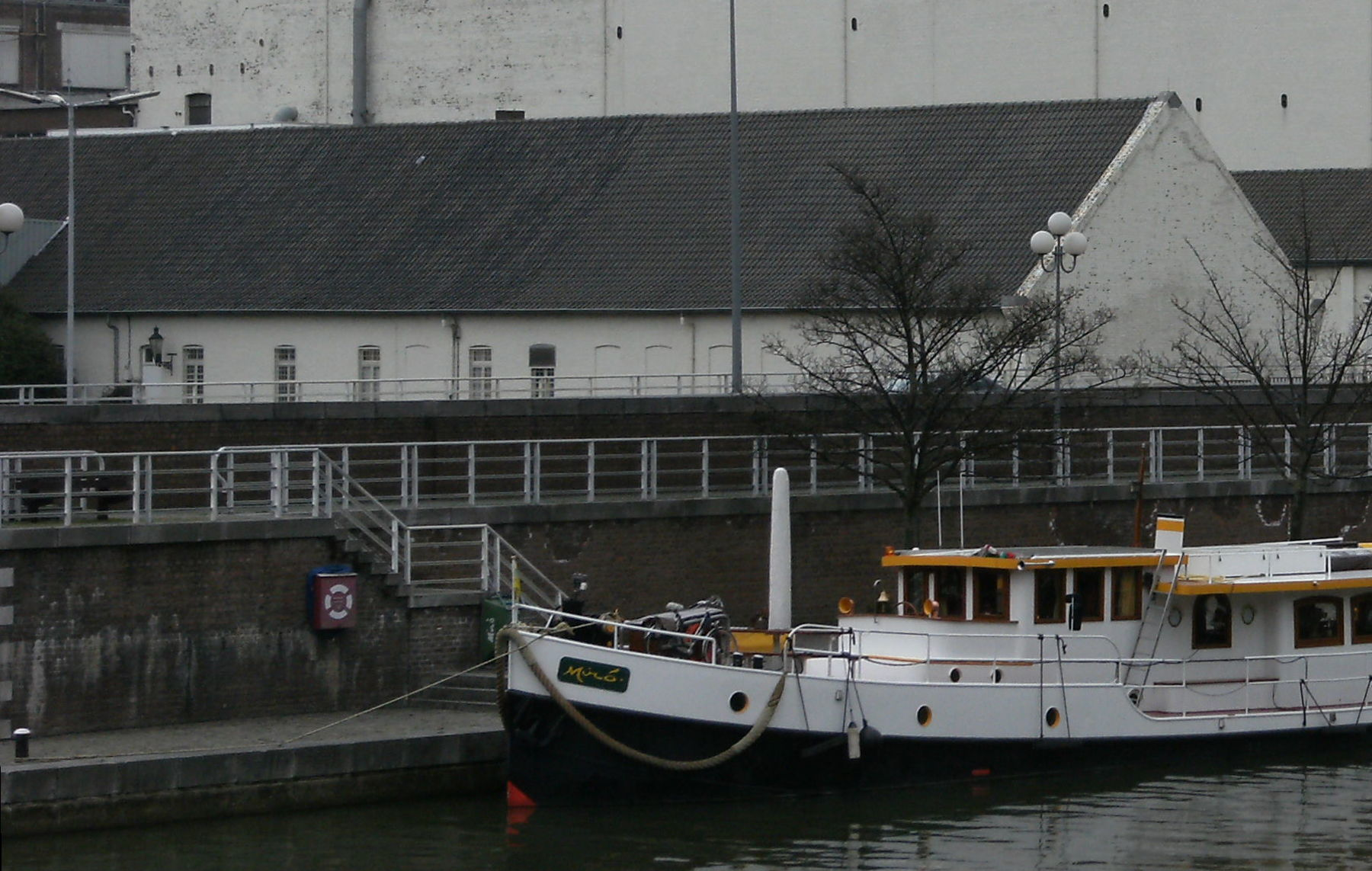
Passé militaire : hangar d'artillerie sur le Bassin
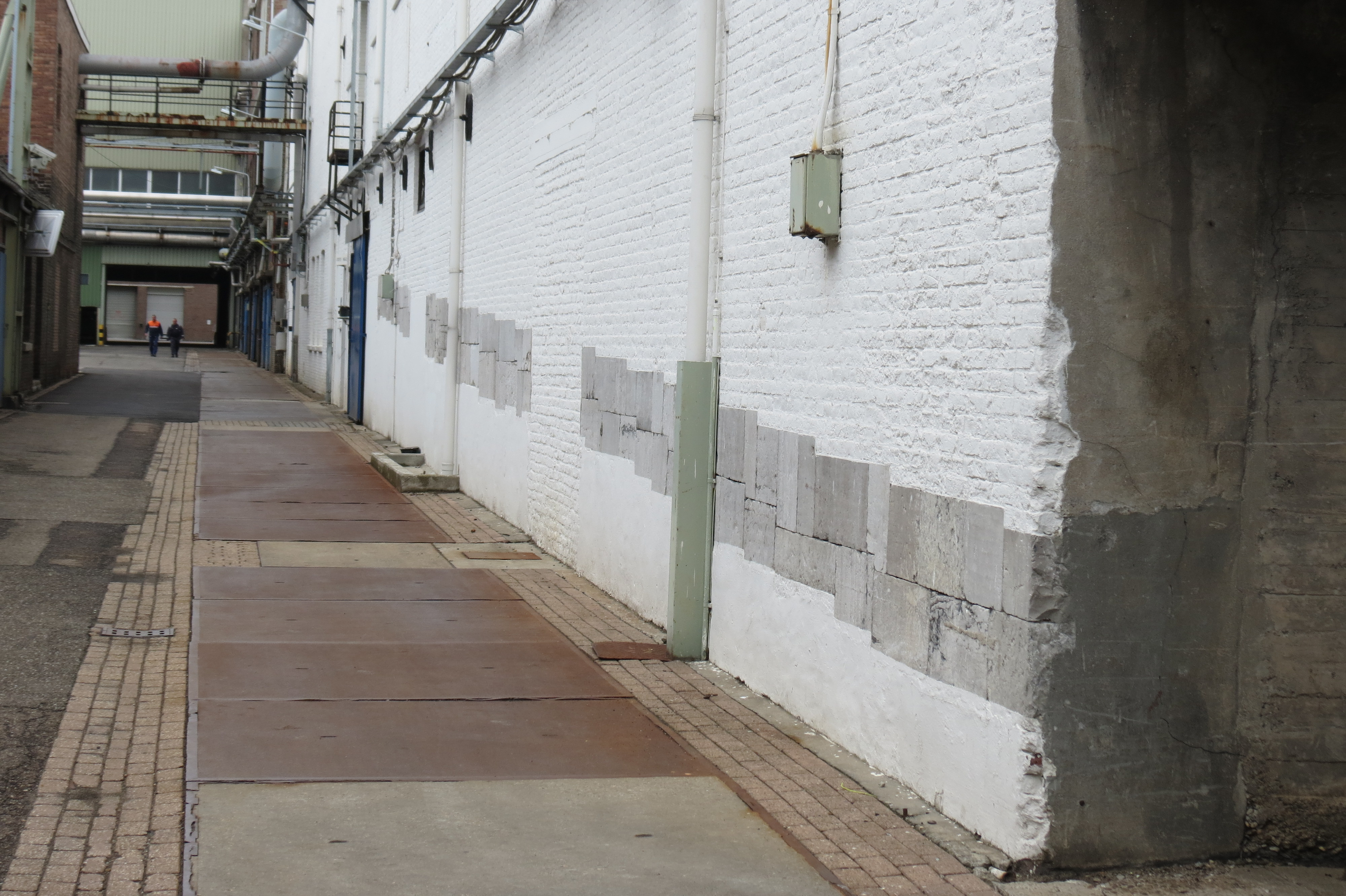
Rampe restante entre le hangar à poudre et les remparts
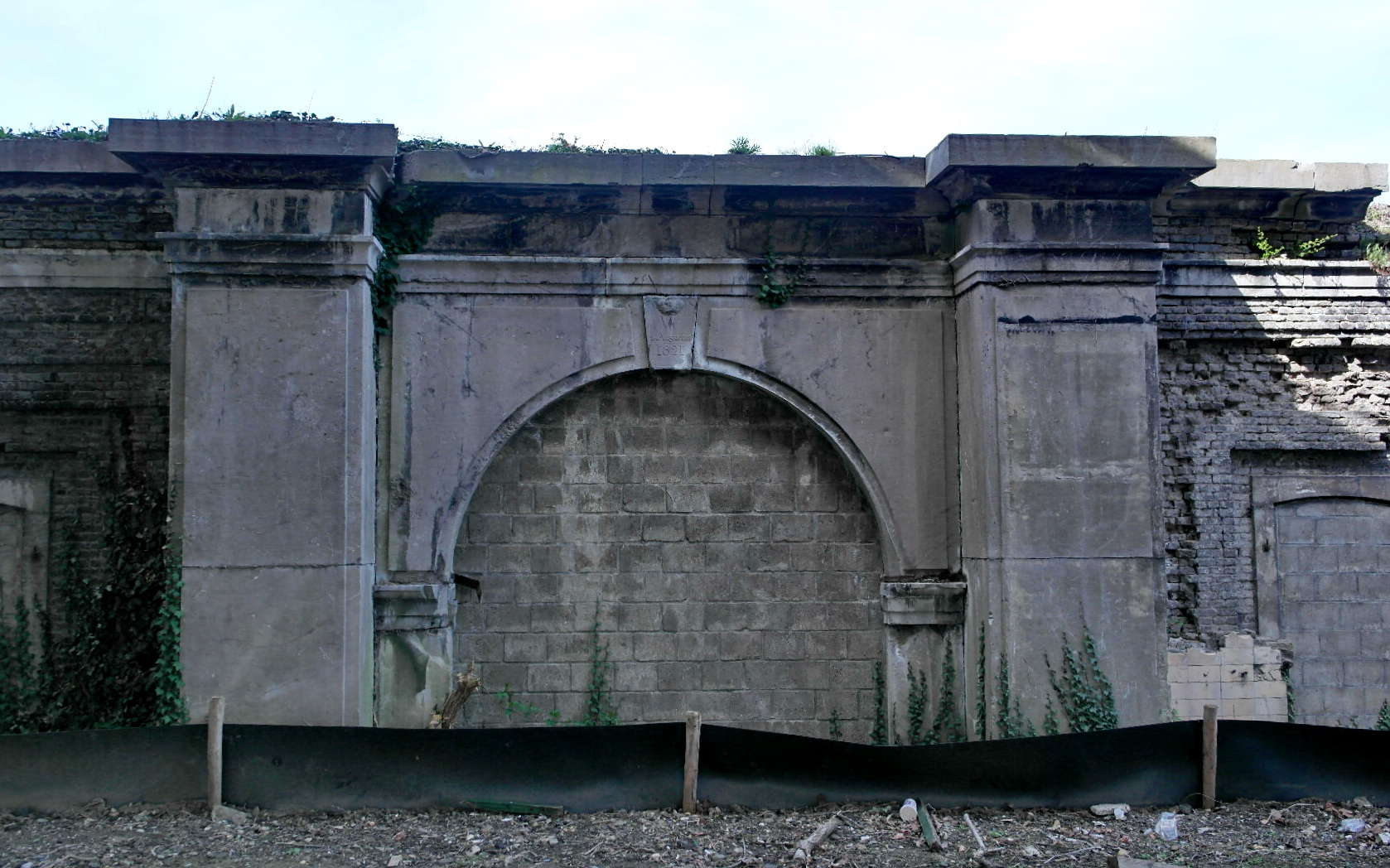
Détail casemate du Ravelin C

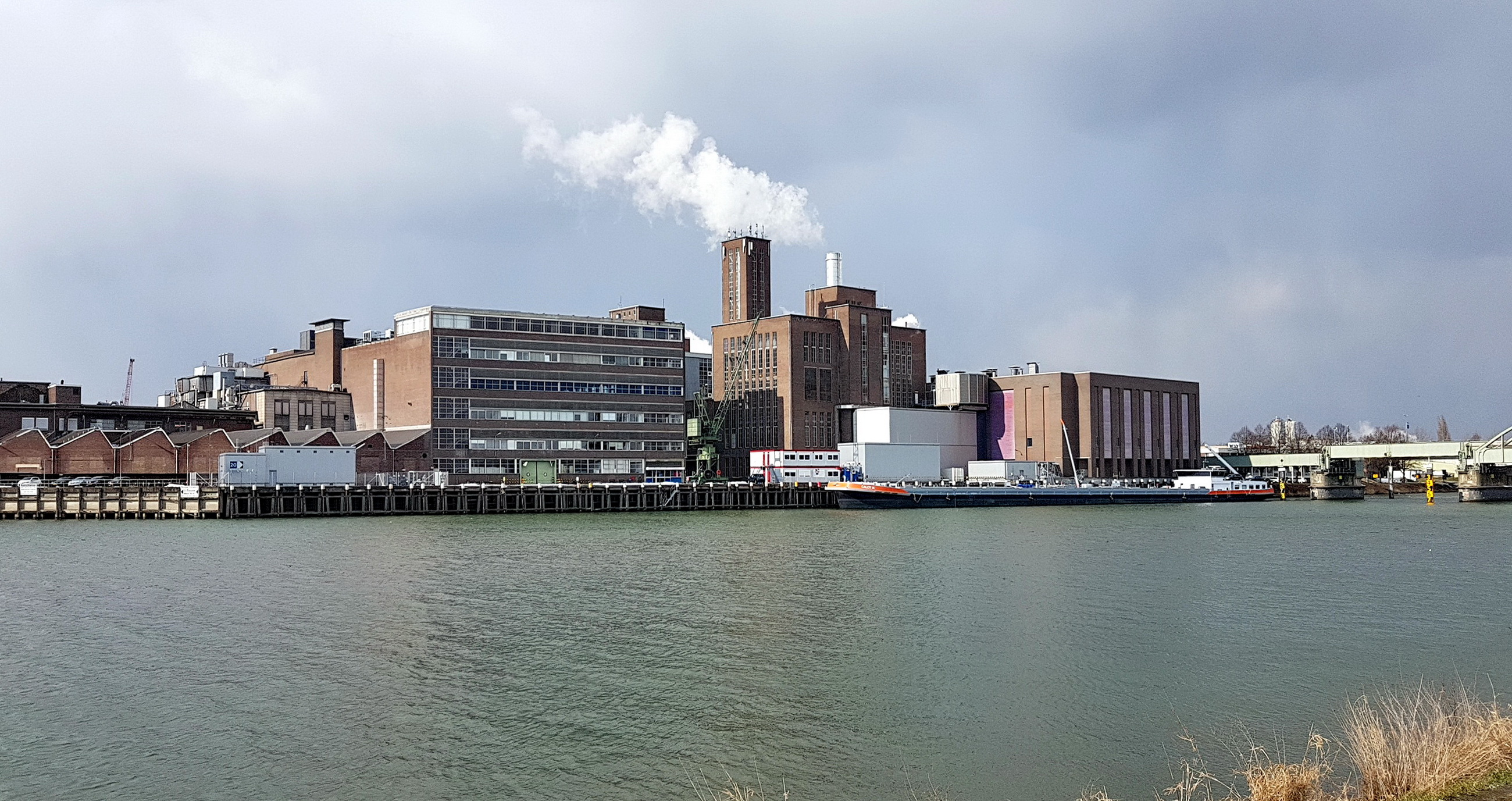
Bâtiments emblématiques le long de la Meuse

### Patrimoine industriel

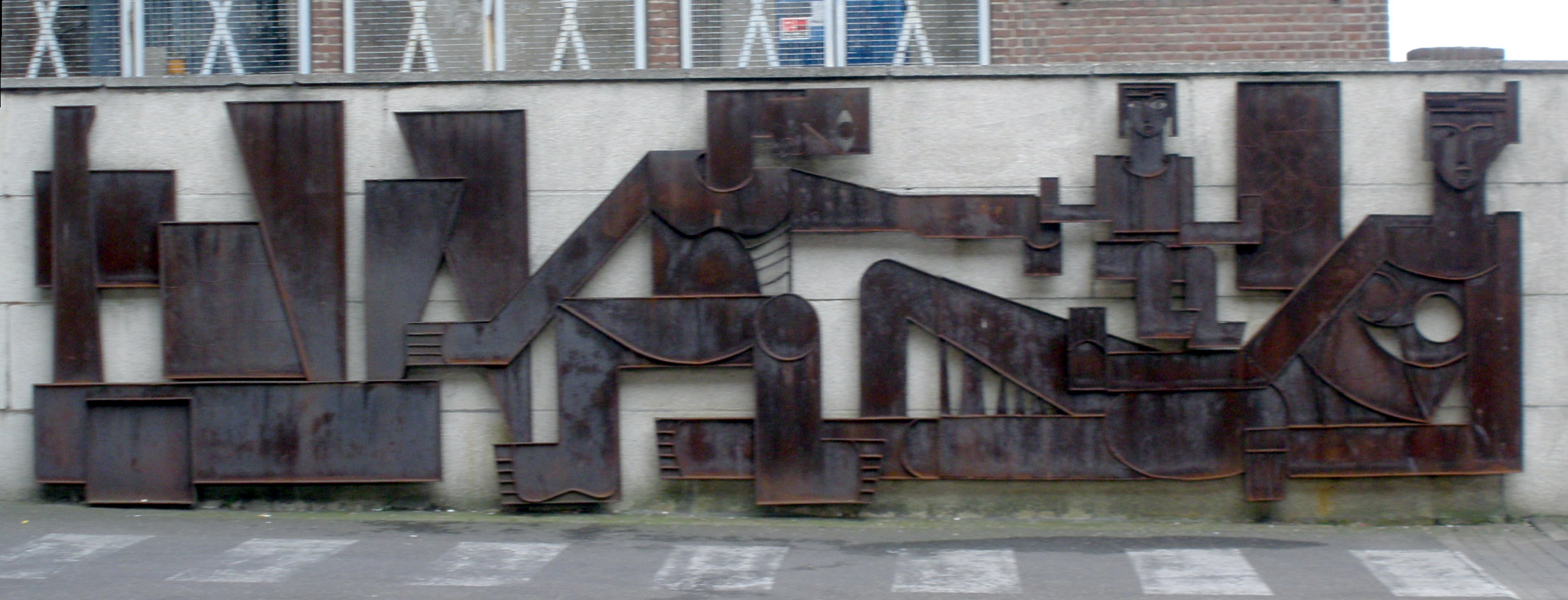
Relief à l'entrée de l'usine

Les bâtiments de l'usine Royal Dutch Paper Factory sur Maas, Bassin et Zuid-Willemsvaart, ainsi que quelques ponts et écluses historiques encore présents, forment un ensemble unique d'architecture industrielle dans l'environnement urbain du Boschstraatkwartier. Le bâtiment le plus ancien date de 1859 ; le dernier de la fin du 20e siècle et entre les deux, il y a un exemple de presque toutes les périodes. Le bâtiment en forme de L de la blanchisserie est un monument national protégé. Les caves à quai voisines sur le Bassin et le pont-levis de l'Écluse 20 sont également protégés.
Au-dessus de l'ancienne porte de l'usine se trouve un relief en grès qui a été appliqué pour le 100e anniversaire en 1950. Il représente une femme allongée tenant une banderole. Cheminées d'usine fumantes et le pont Sint Servaas en arrière-plan. Le bas-relief a été réalisé par Wim van Hoorn et porte le texte : "1850 Door arbeid tot welvaart 1950" (Du travail à la prospérité). Dans une cage d'escalier du département "développement et technologie" sont suspendus deux collages de verre qui dépeignent la production de papier de manière traditionnelle et moderne (Frans Slijpen, 1959). Dans le restaurant du personnel, il y a un relief en bronze avec le même sujet (Hank Beelenkamp, 1986). Un grand relief en acier Corten à l'entrée de l'usine représente le même thème.

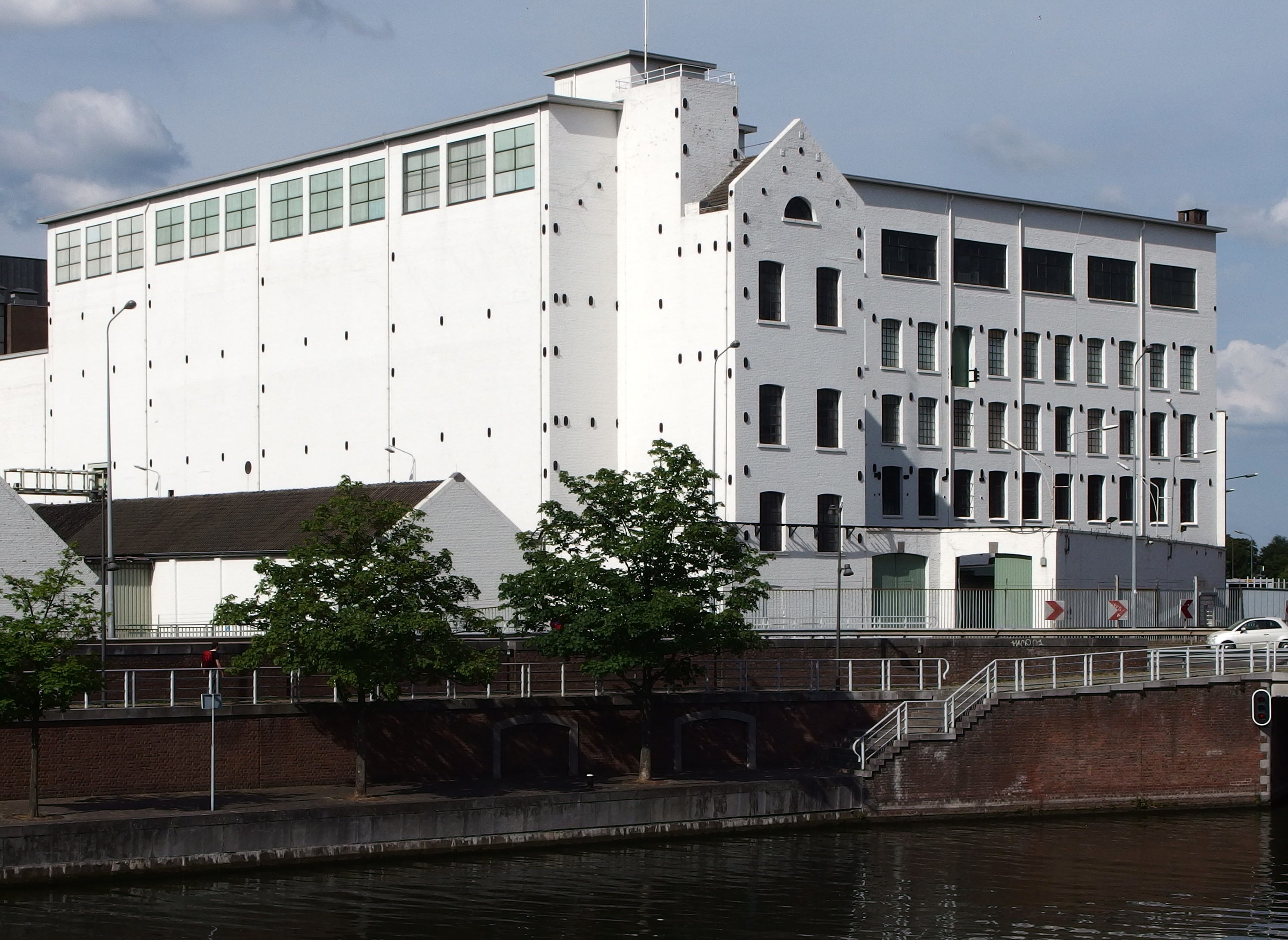
Blanchisserie et caves à bassin
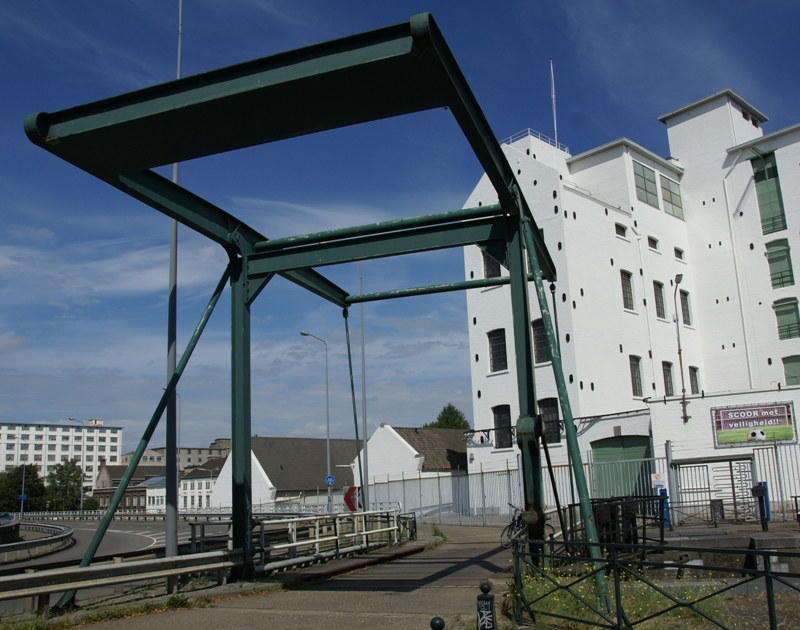
Blanchisserie et pont d'écluse 20
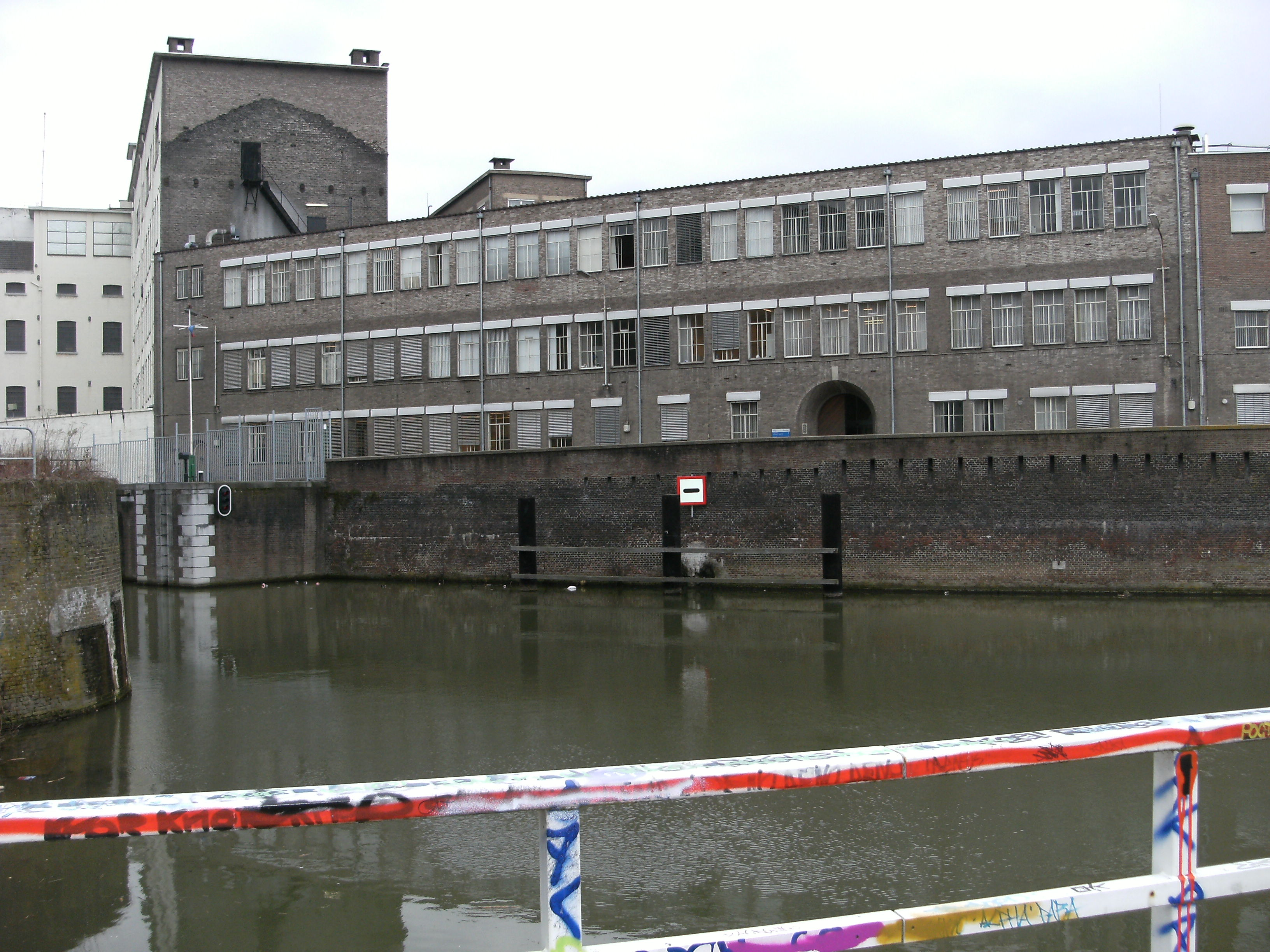
Bâtiment de bureaux
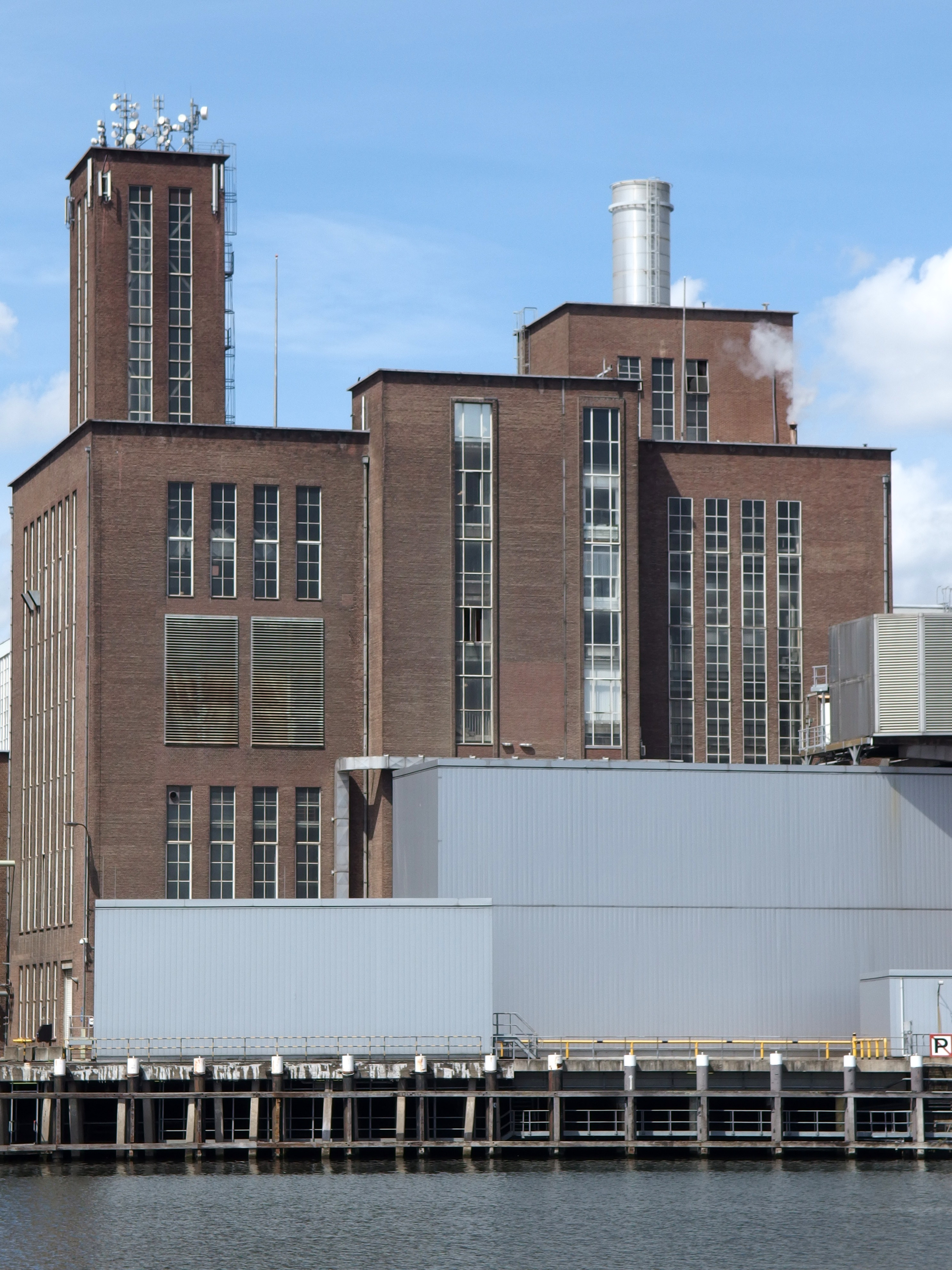
Centrale électrique